# Corinne Marchand
Corinne Marchand (* 4. Dezember 1931 als Denise Marie Renée Marchand in Paris) ist eine französische Schauspielerin.

## Leben und Karriere
Die Blondine Marchand betätigte sich in den 1950er-Jahren als Clubsängerin und Model. Seit 1954 folgten erste Filmrollen, die allerdings zunächst eher kleiner Natur waren.
Zu Filmruhm kam Corinne Marchand in Agnès Vardas Filmklassiker Mittwoch zwischen 5 und 7 (1962) als erfolgreiche Sängerin Cléo, die das potenziell lebensbedrohliche Resultat einer Krebs-Untersuchung abwartet und ihr bisheriges Leben hinterfragt. Diese gilt als ihre mit Abstand wichtigste Filmrolle. 1962 erhielt sie auch den Prix Suzanne Bianchetti für die vielversprechendste französische Jungschauspielerin des Jahres. Es folgten weitere Hauptrollen, beispielsweise in dem Italowestern Arizona Colt (1966) mit Giuliano Gemma. Vor allem aber übernahm sie fortan Nebenrollen an der Seite der großen Stars, etwa als Ehefrau des ermordeten Anwalts im Gangsterfilm Borsalino (1970) neben Alain Delon und Jean-Paul Belmondo sowie als labile Ehefrau von Marcello Mastroianni in Marco Ferreris Allein mit Giorgio (1972). Zuletzt war sie 2017 als Mutter von Kad Merads Hauptfigur in der Komödie La Mélodie – Der Klang von Paris auf der Kinoleinwand zu sehen.
Neben ihren Kinorollen war Marchand von den 1960er-Jahren bis ins neue Jahrtausend im Fernsehen präsent, so etwa in Kommissar Navarro, Lehrer auf Abruf und in einer wiederkehrenden Nebenrolle als Colette in St. Tropez. Im Laufe der Jahrzehnte war sie auch auf vielen Pariser Theaterbühnen zu sehen.

## Filmografie (Auswahl)
- 1954: Wer nimmt die Liebe ernst? (Cadet Rousselle) – Regie: André Hunebelle
- 1957: Mädchenfalle (Donnez-moi ma chance) – Regie: Léonide Moguy
- 1958: Gigi
- 1961: Lola, das Mädchen aus dem Hafen (Lola)
- 1962: Mittwoch zwischen 5 und 7 (Cléo de 5 à 7)
- 1963: Eine Frau ging vorbei (Nunca pasa nada) – Regie: Juan Antonio Bardem
- 1965: Die Stunde der Wahrheit (L’heure de la vérité) – Regie: Henri Calef
- 1966: Nur eine Nacht, Chéri (Les sultans) – Regie: Jean Delannoy
- 1966: Arizona Colt
- 1966: Nic und Co – Aufträge aller Art (Du mou dans la gâchette) – Regie: Louis Grospierre
- 1970: Der aus dem Regen kam (Le passager de la pluie)
- 1970: Borsalino
- 1972: Allein mit Giorgio (Liza)
- 1972: Reisen mit meiner Tante (Travels with My Aunt)
- 1974: Die großen Detektive (Les grands détectives, Fernsehserie, 1 Folge)
- 1979: Damit ist die Sache für mich erledigt (Coup de tête)
- 1982: Nestor Burma, détective de choc – Regie: Jean-Luc Miesch
- 1984:  Vor dem Sturm
- 1987: Die Zeit des Verbrechens (Attention bandits!)
- 1994: Das Parfum von Yvonne (Le Parfum d’Yvonne)
- 1997: Marie Curie: Forscherin mit Leidenschaft (Les Palmes de M. Schutz)
- 1997: Kommissar Navarro (Navarro, Fernsehserie, Folge Le parfum du danger)
- 1998: St. Tropez (Fernsehserie, 10 Folgen)
- 2004: Innocence – Regie: Lucile Hadzihalilovic
- 2017: La Mélodie – Der Klang von Paris (La mélodie) – Regie: Rachid Hami